# Podul Belenski
Podul Belenski (bulgară Беленски мост) este un pod în arc ce traversează râul Iantra. Este situat la o distanță de 1 km nord de orașul Biala și este considerat un element fundamental al arhiecturii din timpul Renașterii Bulgare. A fost construit între anii 1865 - 1867 de către inginerul bulgar Kolyu Ficeto, din ordinul lui Mithat Pașa.

## Istoric
În timp ce alți ingineri cereau sume cuprinse între 2 și 3 milioane de lire, Kolyu Ficeto și-a manifestat dorința de a construi podul numai cu 700.000 lire. Când a fost chemat să confirme suma alocată, Ficeto a răspuns că poate fi decapitat în cazul în care nu reușește să-l construiască. După inundațiile din 1897, 130 m din lungimea podului sunt distruși, lucrările de refacere și consolidare din 1922 și 1923 i-au stricat aspectul original. Actualmente podul nu mai este folosit, la 40 m de acesta s-a construit unul mai trainic pentru a putea face față traficului modern.

## Date tehnice
Podul, construit din calcar și gips este lung de 276 m și lat de 6, are 14 arce de cerc, fiecare cu o anvergură de 12 metri și decorate cu basoreliefuri reprezentând animale. 